# Les Enquêtes de Morse
Inspecteur Morse
Les Enquêtes de Morse (Endeavour) est une série télévisée britannique en 36 épisodes de 90 minutes créée par Russel Lewis d'après les romans de Colin Dexter, et diffusée entre le 2 janvier 2012 et le 12 mars 2023 sur ITV. Il s'agit d'une préquelle de la série Inspecteur Morse (Inspector Morse) racontant les débuts de l'inspecteur Morse en 1965.
En France, elle est diffusée depuis le 26 janvier 2014 sur France 3, et au Québec, elle est diffusée à partir du 25 juin 2022 à Télé-Québec. En Suisse, les saisons 1 à 7 sont diffusées sur RTS Un depuis le 19 avril 2022. Elle reste inédite dans les autres pays francophones.

## Synopsis
Après avoir quitté l'université d'Oxford et l'armée, le jeune Endeavour Morse revient à Oxford, à la suite d'une affectation, en tant que policier. La culture acquise lors de ses études, la connaissance du milieu professoral et estudiantin, sa passion pour les mots croisés et l'opéra font de lui un policier perspicace et tenace malgré les réticences de sa hiérarchie et de ses jeunes collègues. Il trouve un appui auprès de son supérieur direct et mentor, Fred Thursday, qui va le garder comme adjoint. Au fur et à mesure des enquêtes, on devine un passé familial et sentimental douloureux et on assiste à l'évolution d'Endeavour Morse vers l'adulte qu'il sera dans les romans de Colin Dexter et la série « Inspecteur Morse ».

## Distribution
- Shaun Evans (VF : Jean-Marco Montalto) : Endeavour Morse (en), agent de police puis sergent
- Roger Allam (VF : Frédéric Norbert) : Fred Thursday, inspecteur chef
- Anton Lesser (VF : Bernard Allouf) : Reginald Bright, Superintendant
- Jack Laskey (en) (VF : Fabien Briche) : Peter Jakes, sergent (saisons 1 à 3)
- Sean Rigby (VF : Cyril Aubin) : Jim Strange, sergent
- James Bradshaw (en) (VF : Daniel Lafourcade) : Dr Max Debryn, médecin légiste
- Abigail Thaw (en) (VF : Susan Sindberg) : Dorothea Frazil, rédactrice en chef du journal Oxford Mail
- Caroline O'Neill : Win Thursday, épouse de Fred Thursday
- Sara Vickers (VF : Isabelle Volpe) : Joan Thursday, fille de Fred Thursday
- Jack Bannon (VF : Tony Marot) : Sam Thursday, fils de Fred Thursday
- Jamie Parker : Dr Matthew Copley-Barnes (saison 2)
- Shvorne Marks (VF : Fily Keita) : Monica Hicks, infirmière (saisons 2 à 4)
- Dakota Blue Richards : Shirley Trewlove, agent de police (saisons 3 à 5)
- Lewis Peek : George Fancy, agent de police (saison 5)
- Simon Harrison : Ronnie Box, chef de la police judiciaire de Castle Gate (saison 6)
- Richard Riddell : Allan Jago, sergent (saison 6)
- Max Bennett : Gideon Finn

- Version française
  - Studio de doublage : MFP
  - Direction artistique : Vivian Ludwig[3]
  - Adaptation : Isabelle Jannès-Kalinowski, Rafaële Sambardier, Laurent Modigliani, Isabelle Seleskovitch, Valérie Tatéossian et Jean-Marie Boyer

 Source et légende : version française (VF) sur RS Doublage et DSD Doublage.

## Épisodes

### Pilote (2012)
1. Un avenir prometteur (Endeavour)

### Saison 1 (2013)
1. Énigmes (Girl)
2. Le Fantôme de l'Opéra (Fugue)
3. Visite royale (Rocket)
4. De père en fils (Home)

### Saison 2 (2014)
1. Le trésor de Wolvercote (Trove)
2. Nocturne (Nocturne)
3. À l'infini (Sway)
4. Les garçons perdus (Neverland)

### Saison 3 (2016)
Diffusion sur ITV du 3 au 24 janvier 2016. En France, diffusion à partir du 27 mars 2016 sur France 3.
1. Pile ou face (Ride)
2. Le Pays de Cocagne (Arcadia)
3. Le mangeur d'hommes (Prey)
4. Guerre de territoire (Coda)

### Saison 4 (2017)
Diffusion sur ITV du 8 au 29 janvier 2017. En France, diffusion à partir du 5 mars 2017 sur France 3.
1. Échec et mat (Game)
2. Les malheurs de la vertu (Canticle)
3. Le serment d'Hippocrate (Lazaretto)
4. Les cartes en main (Harvest)

### Saison 5 (2018)
Diffusion sur ITV du 4 février 2018 au 11 mars 2018. En France, diffusion à partir du 11 mars 2018 sur France 3. L'action se déroule en 1968.
1. Innocence (Muse)
2. Malédiction (Cartouche)
3. Un train dans la nuit (Passenger)
4. Un terrain miné (Colours)
5. Quatuor  (Quartet)
6. Les infiltrés (Icarus)

### Saison 6 (2019)
La série a été tournée en 2018 et diffusée au Royaume-Uni du 10 février 2019 au 3 mars 2019. Elle comporte quatre épisodes, qui débutent en juillet 1969, huit mois après la fin de la saison cinq, alors que Morse portait une moustache pour la première fois.
En France, diffusion à partir du 12 mai 2019 sur France 3.
1. Disparition (Pylon)[5]
2. Apollon dans les étoiles (Apollo)[6]
3. Chocolats amers (Confection)[7]
4. Sans pitié (Degüello)[8]

### Saison 7 (2020)
La série a été tournée en 2019 et diffusée au Royaume Uni du 23 février au 8 mars 2020. Elle se compose de trois épisodes et se situe en 1970. Diffusion en France du 10 au 24 janvier 2021.
1. Oracle (Oracle)
2. Chacun chez soi (Raga)
3. La Pomme de discorde (Zenana)

### Saison 8 (2021)
La saison 8 se déroule en 1971, elle est composée de trois épisodes. Elle a été diffusée au Royaume Uni du 12 au 26 septembre 2021, et en France du 23 janvier au 6 février 2022.
1. Choisir son camp (Striker)
2. La vérité nue (Scherzo)
3. Terminus (Terminus)

### Saison 9 (2023)
La saison 9 se situe en 1972, il y aura trois épisodes et elle sera la dernière saison. Le tournage a commencé le 22 mai 2022,. Elle a été diffusée au Royaume Uni du 26 février au 12 mars 2023 et en France du 7 au 21 mai 2023.
1. Prélude (Prelude)
2. Mascarade (Uniform)
3. Sorties de scène (Exeunt)

## Musique
Endeavour Morse étant passionné d'opéra, les extraits d'œuvres sont nombreux (par ordre d'écoute) :

### Épisode pilote
- Madame Butterfly (Acte II), « Un bel dì, vedremo », de Giacomo Puccini (3 min, chez Morse)
- Requiem op. 48, « In paradisium », de Gabriel Fauré (6 min 45 s, dans le car)
- Turandot (Acte I), « Signore, Ascolta », de Giacomo Puccini (26 min 20 s, mots croisés)
- Madame Butterfly (Acte II), « Un Bel dì vedremo », de Giacomo Puccini (1 h 21 min 50 s, sur scène)

### Saison 1

#### Épisode 1
- Messe en ut mineur, Kyrie, de Wolfgang Amadeus Mozart (début)
- Le Chevalier à la rose (Acte III), « Marie Theres' », de Richard Strauss (18 min, chez Morse)
- Messe en ut mineur, Kyrie, de Wolfgang Amadeus Mozart (récit des événements)

#### Épisode 2
- Requiem, KV. 626 de Mozart (début)
- Sonate pour piano no 14, « Sonate au clair de lune », III. Presto agitato de Beethoven (2 min 10 s, pianiste)
- Otello, « Canzone del salice » (4 min chez Morse) de Giuseppe Verdi puis allusion au thème du baiser (repris dans l'acte IV du même opéra)
- Sonate pour piano no 14, « au clair de lune », III. Presto agitato (pris un peu plus loin que la première fois) de Beethoven (19 min 55 s, pianiste)
- Lakmé (Acte I), « Duo des fleurs », de Léo Delibes (23 min 50 s, dans la serre)
- Otello, « Ave Maria, piena di grazia » de Verdi (28 min 30 s, chez Morse)
- Tosca (Acte II), « Vissi d'arte » de Puccini (34 min 20 s, sortant de la voiture)
- Aida (Acte IV), « O terra adio » de Verdi (37 min 20 s, dans la cave)
- Allusion à The Mikado de Gilbert et Sullivan, la chanson de Koko « As some day it may happen » (Acte I)
- Allusion à Snégourotchka de Rimski-Korsakov
- Tosca (Acte III), « E lucevan le stelle » de Puccini (59 min 40 s, la nuit ; repris vers 1 h 13 min 15 s, au téléphone)
- Sonate pour piano no 14, « au clair de lune » : I. Adagio sostenuto puis ; III. Presto agitato de Beethoven (1 h 18 min 10 s, récital)

#### Épisode 3
- Nabucco, « Va, pensiero » (chœur des esclaves, III, 11) de Giuseppe Verdi (début)
- Dido and Æneas, « When I am laid in earth » (Acte III) de Henry Purcell (1 h 09 min 50 s, chez Morse)

#### Épisode 4
- Requiem Op.48, « In paradisum », de Gabriel Fauré (début puis le morceau est repris à 20 min 20 s dans le train)
- Requiem Op.48, « Sanctus », de Gabriel Fauré (50 min 04 s, à l'université)
- Concerto pour piano no 2 en do mineur, de Sergueï Rachmaninov (1 h 15 min 13 s, bibliothèque puis 1 h 22 min 12 s, explications)

### Saison 2

#### Épisode 1
- Ein deutsches Requiem op. 45 (2. « Denn alles Fleish »), de Johannes Brahms (début et fin de l'épisode)
- I puritani de Vincenzo Bellini, « Qui La Voce Sua Soave » - acte II (49 min 13 s, découverte du corps)
- Lucia di Lammermoor de Gaetano Donizetti, « Il dolce suono » (1 h 02 min, chez Morse)
- Passion selon saint Matthieu BWV 244, « Kommt Ihr Tochter », de Johann Sebastian Bach (1 h 04 min, arrestations)
- La traviata (Acte I, scène 2) de Giuseppe Verdi, « Libiamo, Ne'Lieti Calici » (1 h 15 min 20 s, résultats)

#### Épisode 2
- Nocturne no 1, opus 9, de Frédéric Chopin, interprété comme avec une boîte à musique (début)
- Notturno (adagio) : Trio pour piano, violon et violoncelle en mi bémol majeur, D 897, Op Post. 148 de Franz Schubert (au musée)
- Mélodie extraite des Cikánské melodie op.55 d'Antonin Dvorak (14 min 33 s Quand Morse travaille sur un livre d'armes anciennes)
- Le nocturne no 1 revient à chaque fois qu'une jeune fille se lève la nuit, soit avec la boîte à musique soit au piano. Il est joué également par l'une d'elles.

#### Épisode 3
- Requiem de Wolfgang Amadeus Mozart, KV. 626, « Sequentia - Lacrimosa » (début)
- Chanson Sway interprétée par Dean Martin (pendant le générique)
- Passion selon saint Matthieu de Jean Sébastien Bach, « Aria : Erbarme dich mein Gott » (Morse dans sa chambre avec des photos)
- Moonlight Serenade de Glenn Miller (à la réception de Thursday)
- Requiem de Wolfgang Amadeus Mozart, KV. 626, « Lacrimosa » (découverte du corps)
- Adagio en sol mineur (« Adagio d'Albinoni ») de Remo Giazotto (fin)

#### Épisode 4
- Evening Service de Henry Purcell, « Nunc dimittis en si bémol majeur » Z230/8
- Passion selon saint Matthieu de Jean Sébastien Bach, « Kommt ihr Töchter » (chez Morse)

### Saison 3

#### Épisode 1
- Requiem de Wolfgang Amadeus Mozart KV 626, « Sequentia - Lacrimosa » (début)
- Requiem de Wolfgang Amadeus Mozart KV 626, « Sequentia - Confutatis » (bord du lac)
- Rigoletto de Giuseppe Verdi, « Final » (coup de feu)

#### Épisode 2
- La Wally d'Alfredo Catalani, « Ebben ? Ne andrò lontana »[15] (17 min 45 s, Morse chez lui)
- Nocturne no 1, opus 27 de Frédéric Chopin (fin)

#### Épisode 3
- Messe en si mineur de Jean Sébastien Bach, « IV. Aria : Agnus Dei » (début)
- Scarborough Fair (12 min 50 s, ce que chantent des jeunes gens autour d'un feu)
- Danse slave no 2, opus 72, Antonin Dvořák (14 min 45 s, Morse chez lui, )
- Don Giovanni, ouverture, de Wolfgang Amadeus Mozart, (29 min, dans la forêt)
- D'après la Symphonie du Nouveau monde d'Antonin Dvořák, version « easy listening » de James Last dans l'album By Request (34 min 10 s, chez Morse)
- Gnossienne no 3 d'Erik Satie (58 min 30 s, dans le château)

#### Épisode 4
- Prélude, opus 3, no 2 en do dièse mineur de Sergueï Rachmaninov (début)
- Quatuor à cordes en sol mineur de Claude Debussy (14 min 50 s, le concert)

### Saison 4

#### Épisode 1
- Gnossienne n°1 d'Éric Satie (début puis repris) (version orchestrale avec Cristal Baschet)

#### Épisode 2
- Quatuor à cordes no 14, La Jeune Fille et la Mort, de Franz Schubert (1 h 09 min)
- Requiem de Giuseppe Verdi, Introït (1 h 26 min, fin)

#### Épisode 3
- Quintette en ut majeur, D. 956, II- Adagio, de Franz Schubert

#### Épisode 4
- Requiem de Wolfgang Amadeus Mozart KV 626, « Sequentia - Dies Irae » (début)
- Prélude choral BWV 659 de Jean Sébastien Bach (7 min 55 s)

### Saison 5

#### Épisode 1
- Elias, opus 70 de Felix Mendelssohn, « Chorus - Help Lord ! » (début)
- La Traviata (Acte I, scène 2) de Giuseppe Verdi, « Follie, Follie ! » (56 min, Morse à son bureau)
- Gnossienne no 2 d'Erik Satie (1 h 15 min, docteur Croxley chez lui)

#### Épisode 2
- La traviata (Acte I, scène 2) de Giuseppe Verdi, « Libiamo ne' lieti calici » (1 min 33 s, Morse chez lui)

#### Épisode 3
- Symphonie du Saint Sépulcre RV169 de Antonio Vivaldi (début)
- Sonate pour piano no 14 « au clair de lune », I. Adagio sostenuto de Ludwig van Beethoven (50 min 48 s, Morse travaillant au poste de police)

#### Épisode 5
- Hymnes du couronnement, Zadok the Priest HWV 258, de Georg Friedrich Haendel

#### Épisode 6
- Missa pro defuncto Archiepiscopo Sigismondo MH 155 de Michael Haydn, « Requiem Aeternam »

## Commentaires
- Abigail Thaw (en) est la fille de l'acteur John Thaw.
- À la fin de l'épisode pilote, on peut apercevoir la Jaguar MK1 et l'acteur John Thaw.
- L'épisode Pile ou face est une adaptation de Gatsby le Magnifique
- L'épisode Nocturne de la saison 2 marque la première apparition à l'écran de l’actrice Anya Taylor-Joy (malgré une apparition coupée au montage dans le film Vampire Academy)
- L'épisode Disparition (Pylon) de la saison 6 fait un clin d'œil à l'auteur des romans Colin Dexter : à la fin de l'enquête, juste avant que l'inspecteur Jim Strange fasse signer la mutation de Morse par son contact, on aperçoit au mur une affiche annonçant le départ à la retraite de l'inspecteur C. Dexter, avec sa photo[16].